# Koppenweihergraben
Der Koppenweihergraben ist ein linker und östlicher Zufluss der Altmühl bei Gunzenhausen im mittelfränkischen Landkreis Weißenburg-Gunzenhausen.

## Verlauf
Der Koppenweihergraben entspringt unweit der Bundesstraße 466 am Rand des Gräfensteinberger Walds südwestlich des Kammerbergs zwischen dem Ort Geislohe im Norden und dem Heidweiher bei Gunzenhausen im Süden auf einer Höhe von 439 m ü. NHN. Er durchfließt kurz darauf den namensgebenden Koppenweiher. Anschließend verlässt er den Wald und fließt beständig in südwestliche Richtung durch eine weite Offenlandschaft. Der Bach fließt nördlich an Sinderlach, südlich an Laubenzedel und nördlich an Schlungenhof vorbei. Er unterquert die Kreisstraße WUG 22, die Bahnstrecke Würzburg-Treuchtlingen und die Bundesstraße 13. Der Koppenweihergraben mündet bei Schlungenhof nach einem Lauf von rund vier Kilometern auf einer Höhe von 413 m ü. NHN von links in die Altmühl, die hier parallel zum Damm des Altmühlsees verläuft.
Der Bach hat zahlreiche unbenannte Zuflüsse. Eine Verbindung besteht über den Schnackenweiher zum Laubenzedeler Mühlbach.